# František Míša
František Míša (zvaný Dominus) SDB (5. ledna 1913, Polešovice – 3. března 2005, Hradec Králové), byl český katolický kněz, člen řádu salesiánů, provinciál české salesiánské provincie a politický vězeň komunistického režimu.

## Životopis
Narodil se 5. ledna 1913 v Polešovicích. V roce 1925 odjel do Itálie s druhou výpravou chlapců, kteří projevili zájem o salesiánský život. V Perose Argentině byl do roku 1928. O rok později složil první řeholní sliby. Následovalo studium filozofie v Turíně. Do Československa se vrátil na tříletou salesiánskou praxi, kterou strávil ve Fryštáku, v Bratislavě a v Ostravě. Po praxi začal studovat teologii na Gregoriánské univerzitě v Římě. 17. prosince 1939 byl vysvěcen na kněze v římské bazilice Sacro Cuore. Po návratu domů byl během 2. světové války školním rádcem studentů filozofie a bohoslovců nejdříve v Ostravě, pak ve Fryštáku a nakonec v Brně. V moravské metropoli působil jako ředitel oratoře. Zároveň vedl kroužek kandidátek, které se chtěly stát Dcerami Panny Marie Pomocnice. Po skončení druhé světové války studoval dva roky biblistiku v Římě, od roku 1948 se stal ředitelem teologického studentátu v Oseku u Duchcova.
V roce 1950 byl při komunistickém zásahu proti řeholníkům odvezen do internačního tábora Želiv, kde byl později zatčen a od listopadu 1954 do března 1955 vězněn ve vyšetřovací vazbě v Ruzyni. Poté ho bez soudu odvezli zpět do Želiva. V následujícím roce ho přesunuli do dalšího internačního tábora v Králíkách. Internace mu skončila v prosinci 1956. Odešel do Prahy a začal pracovat u Vodních staveb. Až do roku 1968 pracoval na různých stavbách v Praze a okolí.
Další tři roky byl zaměstnán na faře v Teplicích-Trnovanech. Poté až do důchodu v roce 1973 pracoval jako noční hlídač u Metrostavu v Praze. Mohl se tak věnovat mladým salesiánům, kterým organizoval především formaci a studium. Stal se zodpovědným i za přijímání nových salesiánů. Vzal na sebe také odpovědnost za umožnění svěcení, když byl biskup Štěpán Trochta ochoten světit nové kandidáty. 

## Provinciál salesiánů
V roce 1969 ho předchozí provinciál Antonín Dvořák navrhl jako svého nástupce. Službu inspektora (provinciála) vykonával po dobu dvou šestiletí v letech 1969 – 1981. Zajišťoval formaci nových spolubratří, jejich studia, kněžská svěcení a formaci. Věnoval se také členům dalších složek salesiánské rodiny (zajišťoval sliby sester salesiánek, Volontárií Dona Boska, Sdružení salesiánských spolupracovníků) a dalším salesiánským aktivitám.  Mnoha skupinám v rámci celé republiky předával své biblické znalosti a zkušenosti i salesiánskou radostnost a dobrou náladu.

## Závěr života
Po roce 1990 přijal pozvání sester salesiánek z Hradce Králové, a tamní komunitě se věnoval jako kaplan. I nadále však navštěvoval spolubratry salesiány, zejména staré a nemocné. Každým rokem putoval k místům českých salesiánských počátků, ale stejně intenzívně se zajímal i o současnost a budoucnost salesiánského díla.